# 5 (Murder by Numbers)
5 (Murder by Numbers) es un mixtape del rapero estadounidense 50 Cent lanzado el 6 de julio de 2012, a través de la red social Twitter. Se suponía que hubiera sido el último álbum que 50 Cent lanzase a través de Interscope como parte del contrato que firmó después de unirse a la etiqueta en 2002, que le obligaba a lanzar al menos cinco álbumes con el sello, pero debido a problemas de lanzamiento y producción con Interscope, 50 decidió lanzar el álbum bajo su autoría como mixtape y sin el apoyo de Interescope. El álbum contó con la colaboración de varios artistas, incluyendo a Hayes, integrante de la disquera del boxeador Floyd Mayweather, Jr., Brevi, ScHoolboy Q y el nuevo miembro de G-Unit Records, Kidd Kidd.
Originalmente, el quinto álbum de estudio de 50 Cent iba a ser Black Magic, un disco influenciado por varios géneros, incluyendo rock y música dance. Sin embargo, su lanzamiento se pospuso ya que 50 empezó a escribir el material basado en un concepto diferente, en lugar de la influencia Black Magic. Como resultado, las sesiones de grabación para un nuevo álbum comenzaron a partir de cero, y el material grabado para 5 (Murder by Numbers), se informa de una tradicional hip hop la naturaleza, la participación de los productores, tales como Focus, Trox, Mr. Colt 45, Hit-Boy, The Letter «C», Havoc, Harvey Mason Jr., y DJ Pain 1.
En un principio informó que se lanzaría durante el verano de 2011. La fecha de lanzamiento de 5 (Murder by Numbers) ha sido cambiada desde entonces en varias ocasiones, en gran parte debido a los desacuerdos entre 50 Cent e Interscope por la liberación y la promoción del álbum, lo que llevó a la cancelación de la breve memoria del álbum. Sin embargo, 50 Cent confirmó más tarde que el álbum sería lanzado el 6 de julio de 2012, aunque sin que Interscope lo promocionara.

## Antecedentes
En noviembre de 2009, 50 Cent lanzó su cuarto álbum de estudio, titulado Before I Self Destruct El disco no tuvo el éxito comercial de sus tres anteriores álbumes de estudio, vendiendo solo apenas 160.000 copias en su primera semana de venta comercial en los Estados Unidos quedando en el número cinco del Billboard 200, Para ayudar a promover el álbum, 50 Cent hizo un tour llamado The Invitation Tour, durante el desarrollo de la gira en Europa, visitó centros nocturnos y quedó impresionado con los estilos de música muy cambiantes. Debido a esto, y al mismo tiempo de que estaba de gira, 50 Cent empezó a escribir y grabar material para un álbum llamado Black Magic. La música del nuevo álbum sería influenciada por numerosos géneros, incluyendo dance, rock y pop, haciendo que tenga un "ritmo más alto" que su anterior trabajo, aunque afirmó que el género predominante de la música seguiría siendo rap.
Sin embargo, 50 Cent reveló más tarde a la edición brasileña de la revista de música Rolling Stone que él no estaba seguro de si continuar con la grabación del álbum, que había comenzado mientras visitaba sedes europeas durante la gira, ya que había comenzado a escribir material que según él "no encaja en el concepto" de la álbum. Él reveló más tarde la liberación de Black Magic había sido pospuesto indefinidamente, aunque afirmó que el álbum puede ser liberado en el futuro. FIVE (Murder by Numbers) será mucho más influenciado por el hip-hop que el material grabado para Black magic, que fue inspirado e influenciado por una serie de géneros.
Durante la grabación de 5 (Murder by Numbers), 50 Cent escuchó una mezcla de música interpretada por sus artistas favoritos, entre ellos los raperos Tupac Shakur y The Notorious B.I.G.. En una entrevista con el diario Detroit Free Press, 50 Cent explica estas acciones, diciendo: "Yo escucho a las grabaciones para crear expectativas... Se crea un nivel para mí, en mí mismo, de lo bien que la grabación tiene que ser antes de que yo esté listo para lanzarlo." En la misma entrevista, describió el álbum como un "sonido nuevo" para él y consideró que era "más espiritual" y "más maduro" que su anterior trabajo. En una entrevista con la revista de hip hop Rap-Up el 1 de junio de 2010, 50 Cent reveló que había sido inspirado por artistas prominentes en la música soul tales como Marvin Gaye y Curtis Mayfield a escribir y grabar Black Magic cómo un álbum más lento y conmovedor, y en una entrevista con la misma revista el 13 de mayo de 2011, el rapero estadounidense Soulja Boy reveló que estos temas estaban en el nuevo álbum. 50 Cent confirmó el título del álbum, FIVE (Murder by Numbers) en una entrevista con la emisora de radio "Hot 107.9 Philly" el 13 de junio de 2012.

## Desarrollo

### Producción
Mientras que en The Invitation Tour escribía material para Black Magic, 50 Cent grabó una canción con la copia de seguridad de la banda que estaba tocando con la gira. Sin embargo, admitió que la canción no era probable que esté en el corte final para el álbum. Las sesiones de grabación para un álbum nuevo se reanudarían a partir de cero a principios de 2010, una vez 50 Cent volvió a los Estados Unidos luego de la culminación de The Invitation Tour, de inmediato fue "bombardeado" por productores potenciales para la producción del álbum, que en parte influyeron en su decisión de posponer el lanzamiento de Black Magic. En total, cuarenta y tres canciones potenciales para el álbum fueron grabadas durante las sesiones de grabación del álbum.
En noviembre de 2010, en una entrevista con MTV News, los productores del Surf Club, Hit-Boy y Chase N. Cashe revelaron que habían contribuido en la producción de FIVE (Murder by Numbers). Hit-Boy reveló que había visitado a 50 Cent para que reproduzca una selección de sus producciones y escuchar "a dónde iba con él" Luego pasó a hablar positivamente acerca del material del álbum y su variación musical.:

Él está volviendo a ser el viejo 50. Y tenía algunas pistas nuevas que eran algunas cosas diferentes que suena demasiado. Estoy emocionado de ver cómo reacciona la gente, y esperamos terminar con algunas cosas en el álbum. Le di algunas cosas que realmente le gustaba. Es realmente una mezcla del viejo 50 mezclado con el material nuevo que está haciendo. Es una locura.

Aunque presente en el Sundance Film Festival el 25 de enero de 2011, 50 Cent reveló a MTV News que "el 80%" del álbum había sido grabado, y también reveló que él había grabado material para el álbum con los productores Boi- 1da, Alex da Kid y Symbolyc One. En una entrevista en marzo de 2011, online blogger DDotOmen, el productor Cardiak reveló que él había producido un tema para el álbum llamado "Outlaw", que fue puesto en libertad a varios puntos de venta digitales a promover el álbum.
El 8 de abril de 2011, MTV Mixtape Daily informó de que el productor Jim Jonsin había participado en sesiones de grabación del álbum. En una entrevista con Rap-Up el 13 de mayo de 2011, el rapero estadounidense Soulja Boy reveló que 50 Cent había solicitado varias producciones de él para el álbum, mientras que la pareja estaba en California el mes anterior, y que él le había dado más o menos cinco de estas producciones para grabar más. También afirmó que 50 había reproducido con él todo el material grabado para el álbum en el momento, y quedó impresionado con el material, afirmando que "Su álbum era la droga. No voy a mentirte. Fif es mi hermano mayor y todo eso. Tengo amor por él. Tiene algunas cosas buenas para el álbum". En una presentación junto a la cantante Nicole Scherzinger en The Ellen DeGeneres Show, conducido por la comediante y actriz Ellen DeGeneres, el 24 de mayo de 2011, 50 Cent y Scherzinger interpretaron su sencillo "Right There", y 50 Cent reveló que el álbum está a menos de una canción para terminarlo. También confirmó que el proceso de mezcla para el álbum ya había comenzado.
50 Cent más adelante se refirió a la contribución de Boi-1da en una entrevista con el DJ Whoo Kid en la radio estación de rap Shade 45, cuando reveló que Boi-1da había producido dos canciones potenciales para el álbum. En la misma entrevista, reveló que el productor Just Blaze había contribuido con dos producciones para el álbum.
En septiembre de 2011, 50 Cent reveló que él había terminado de grabar para el álbum, aunque todavía tenía que ser mezclado. Más tarde se confirmó la participación de Dr. Dre, en FIVE (Murder by Numbers), alegando que había producido dos de las canciones en el álbum. El productor de hip hop DJ Felli Fel también reveló que había producido una canción para el álbum llamado "Lighters", en la cual sorpresivamente participa Chris Brown. Dijo que él había querido que se produzca la colaboración de 50 Cent y Brown desde hace mucho tiempo ya que nunca antes habían aparecido juntos en una canción antes.
En el tracklist final del disco se dio a conocer la participación de los productores los cuales serán: Focus, Trox, Mr. Clot 45, Hit-Boy, The Letter "C", Havoc, Harvey Mason Jr., DJ Pain. Debido a que los temas producidos por Swizz Beatz, Scoop Devill, Dr. Dre entre otros, serán incluidos en su 6.º álbum de estudio Street King Immortal el cual será lanzado en noviembre del 2012.

### Invitados especiales
Varios artistas han reportado que aparecen en el álbum. El 24 de enero de 2011, Rap-Up informó de que el rapero, compañero y colaborador de largo plazo Eminem aparece en el álbum, junto con Lil' Kim, Akon, Jeremih, Kelly Rowland, Young Jeezy, Wiz Khalifa, Swizz Beatz, Snoop Dogg, Busta Rhymes, Chris Brown, y su compañero miembro de G-Unit, Lloyd Banks. En la citada entrevista en Shade 45, 50 Cent elaborados en las contribuciones de Eminem en el disco, revelando que él aparecería en cuatro canciones. También dijo que las canciones fueron diseñados para atraer diferentes públicos: dos de las canciones fueron referidos como "singles definitivos", y las otras dos fueron descritas como para atraer a su "audiencia principal", además de ser "más agresivo "y que tiene un "tipo diferente de energía ". El 11 de julio de 2011, mientras se rodaba el vídeo de la canción de Tony Yayo "Haters", 50 Cent reveló que el rapero de Nueva Orleans Kidd Kidd, exmiembro de Young Money Entertainment, pero ahora en G-Unit Records, que aparecen en el álbum. El 28 de septiembre de 2011, el cantante Jeremih informó que aparecerá en una canción llamada "Girls Go Wild". La colaboración de Chris Brown al álbum fue elaborada cuando DJ Felli Fel reveló que él estará en una canción titulada "Lighters". el rapero Schoolboy Q miembro de Black Hippy declaró que además de tener una buena relación con 50 Cent, los dos habían hecho múltiples colaboraciones juntos, las cuales podrían ser incluidas en el álbum.
En la lista final se dio a conocer que el disco solo contará con la participación de Hayes, Kidd Kidd, ScHoolboy Q y Brevi, debido a que el disco sería un álbum gratis y las colaboraciones nombradas anteriormente serán añadidas al sexto álbum de estudio de 50, Street King Immortal el cual será lanzado en noviembre del 2012.

## Sencillos
El 16 de junio de 2011, 50 Cent lanzó un sencillo promocional del álbum titulado "Outlaw".
El 28 de septiembre de 2011, el director Colin Tilley reveló en su página de Twitter que había terminado el rodaje de un vídeo musical en Los Ángeles para el primer sencillo del álbum, aunque el título de la canción no se informó en ese momento. El mismo día, el sello discográfico de 50 Cent, Interscope, informó que el título de la canción fue "Girls Go Wild", y contó con el cantante Jeremih. El 2 de enero de 2012, Girls Go Wild fue filtrada por sello discográfico de 50 Cent en Internet sin su permiso. Sin embargo, la canción fue desechada.El 3 de julio publicó el sencillo ``Leave The Lights On´´en Youtube, el 4 de julio ``You Will Never Take My Crown´´ y el 5 de julio ``Business Mind´´y``Be My Bitch´´.

## Lanzamiento y promoción
Durante su aparición en The Ellen DeGeneres Show el 24 de mayo de 2011, 50 Cent reveló que FIVE (Murder by Numbers) estaba a una canción de terminarse y estaba siendo mezclado, y espera que se libere tan pronto como el verano de 2011, declarando: "Este verano van a tener música nueva de mí". Sin embargo, debido a diversas disputas de 50 Cent con Interscope Records (ver abajo) sobre la promoción y el lanzamiento del álbum, incluyendo la fuga de varias canciones destinadas para el álbum, el lanzamiento del álbum fue cancelado brevemente por el mismo 50 Cent, antes de ser reprogramado para noviembre de 2011: en la actualidad, tiene planes de lanzar el álbum en conjunto con su línea de auriculares Sleek by 50, Ahora El álbum saldrá a la venta el 6 de julio de 2012,

### Tensiones con Interscope Records
FIVE (Murder by Numbers) está destinado a ser lo último de 50 Cent en su contrato actual en Interscope Records, firmado inicialmente cuando se unió a la etiqueta en el año 2002, ya que el contrato le obliga a lanzar cinco álbumes con el sello. Sin embargo, ha habido tensiones entre 50 Cent y la etiqueta durante todo el proceso de grabación del álbum. Los primeros informes de desacuerdo entre la etiqueta y 50 Cent salió el 16 de junio de 2011, cuando 50 Cent lanzó una serie de mensajes a través de su cuenta en Twitter: explicó que Interscope Records se disputaban con él sobre el proceso de grabación del álbum, y afirmó que podría retrasar el lanzamiento del álbum hasta que la disputa se resuelva. También dijo que el álbum no sería lanzado durante el 2011.
Los problemas con Interscope se intensificó cuando una canción llamada "I'm on It", producida por The Cataracs, se filtró en Internet el 27 de julio de 2011 por delante de su fecha de lanzamiento prevista. 50 Cent culpó a Interscope Records por la fuga, y como él tenía la intención de lanzar la canción como próximo sencillo del álbum, reveló a través de Twitter el 28 de julio de 2011 que iba a tomar represalias en contra de la etiqueta mediante la cancelación de la liberación de álbum. También reveló que planeaba la amenaza de fuga de "The Psycho" la única canción del álbum Detox de Dr. Dre en la que el aparece. Más tarde aclaró sus comentarios, revelando que él estaba dispuesto a colaborar con otros artistas durante su tiempo restante en la etiqueta, pero confirmó que no iba a lanzar otro álbum con el sello porque "Interscope dejó caer la pelota conmigo un tiempo y así fue con muchos". Sin embargo, más tarde se retractó de estas declaraciones, y pidió disculpas a Jimmy Iovine, jefe de Interscope Records, y también con el Dr. Dre por amenazar a la fuga de "The Psycho".
Después de sus declaraciones se retractó, 50 Cent anunció más tarde que la fecha del lanzamiento del álbum había sido reprogramado a noviembre de 2011. En una entrevista con MTV News el 22 de junio de 2011, 50 Cent reveló que el incidente le había dejado dudas en cuanto a si renunciar o no a Interscope una vez que termine su contrato de cinco discos con el sello, después de la liberación de los FIVE (Murder by Numbers):
A pesar de estos comentarios, 50 Cent confirmó que no estaba seguro de que iba a salir de Interscope después del lanzamiento del álbum, admitiendo que los problemas con la búsqueda de una etiqueta alternativa adecuada sería difícil: "Si no [firmar con un sello], si no tienes el apoyo de tu disquera, ¿por qué no firmar con otra disquera?". En una entrevista con AllHipHop, 50 Cent reveló que iba a lanzar el álbum con independencia así Interscope quiera promocionarlo o no. Más tarde, a continuación, confirmó la fecha de lanzamiento para 6 de julio en Twitter. También liberó la portada de este álbum como un adelanto para sus fanes el 15 de junio a través de Instagram y se publicará el enlace en Twitter, está sería la primera portada de uno de sus álbumes en la que no aparece el.

## Lista de canciones
| N.º | Título                                       | Productor(es)    | Duración |  |
| 1.  | «My Crown»                                   | Focus            | 3:05     |  |
| 2.  | «NY»                                         | Trox             | 2:26     |  |
| 3.  | «United Nations»                             | Mr. Colt 45      | 2:44     |  |
| 4.  | «Business Mind» (featuring Hayes)            | Hit-Boy          | 3:02     |  |
| 5.  | «Roll That Shit» (featuring Kidd Kidd)       | The Letter «C»   | 3:49     |  |
| 6.  | «Leave the Lights On»                        | Trox             | 3:23     |  |
| 7.  | «Money»                                      | Havoc            | 3:12     |  |
| 8.  | «Definition of Sexy»                         | Havoc            | 2:58     |  |
| 9.  | «Be My Bitch» (featuring Brevi)              | Harvey Mason Jr. | 3:55     |  |
| 10. | «Can I Speak to You» (featuring ScHoolboy Q) | Dj Pain 1        | 2:56     |  |